# Lars von Trier
Pour l’article homonyme, voir Trier.
Lars Trier, dit Lars von Trier [laʁs fɔn tʁiːʁ], est un réalisateur, scénariste et producteur danois, né le 30 avril 1956 à Copenhague.
Fortement influencé par le cinéaste soviétique Andreï Tarkovski, Lars von Trier est reconnu pour son style sombre et pessimiste. Marqué au fil de sa vie par plusieurs épisodes dépressifs et alcooliques, il présente dans son œuvre des personnages perdus, en deuil, dépressifs, nymphomanes, violents, ou misanthropes. Son style alterne souvent entre des grands élans esthétiques (ralentis, grands plans majestueux) et un naturalisme très cru. Il est l'un des cofondateurs du mouvement Dogme95.

## Biographie

### Jeunesse et débuts
Lars Trier naît au sein d'une famille de fonctionnaires communistes de Copenhague. Sur son lit de mort, sa mère lui apprend que son père biologique n’était pas son mari, comme Lars Trier le croyait jusque là, mais Fritz Michael Hartmann (1909-2000); ce juriste, résistant pendant la Seconde Guerre mondiale et descendant de la famille Hartmann (une ancienne famille de musiciens danois), entretenait alors une liaison avec sa mère.
Lars von Trier fait sa première apparition à l'écran comme acteur, en 1968, dans la série télévisée L'Été mystérieux. Lars Trier ajoute la particule «von» («de» en allemand) à son patronyme, sur l'exemple d'Erich von Stroheim, lors de ses études de cinéma à l'École nationale de cinéma du Danemark.
Il est remarqué, en 1982, grâce à ses films d'école, lors du Festival des films d'étudiants de Munich.
Sa carrière débute avec L'Élément du crime, tourné en anglais, qui lui vaut d'être immédiatement reconnu comme un cinéaste majeur. Dès lors, il occupe une place à part entière dans le cinéma européen.

### Carrière
Lars von Trier est notamment célèbre pour être l'un des fondateurs du Dogme95, mouvement d'avant-garde qui définit d'après dix règles précises une autre manière de filmer, en réaction aux productions majoritaires de l'industrie cinématographique. Les films « dogmatiques » selon ce mouvement répondent à un style de réalisation épuré, simplifié et voulu plus authentique : pas ou peu de montage, prise de son en direct, scènes filmées caméra à l'épaule, improvisation, etc. À l'instar de son compatriote Thomas Vinterberg, réalisateur de Festen, il s'écarte plus tard de ces principes. Son film Les Idiots (1998) en est le plus représentatif.
Soucieux d'inventer un cinéma singulier, capable de réfléchir son pouvoir de figuration et de fournir de nouvelles propositions esthétiques, il crée un univers complexe, sombre et volontiers provocant, dont les préoccupations métaphysiques et la vision allégorique sont influencées par les maîtres de l'école scandinave, Carl Theodor Dreyer et Ingmar Bergman et par le réalisateur soviétique Andreï Tarkovski à qui son film Antichrist est dédié. L'individu, l'intimité, la peur et la menace d'accidents dramatiques constituent la matière première de son inspiration.
Ses réalisations, qui explorent les arcanes de la psyché, alternent pathos, ironie et humour noir et dévoilent un sens aigu de la citation, multipliant les hommages aux œuvres majeures du 7e art. Elles synthétisent une multitude de formes puisées tant dans l'histoire du cinéma que du théâtre, de l'opéra, de la littérature et de la peinture. Sa démarche se caractérise, en conséquence, par un travail plastique novateur sur la bande sonore et les prises de vue.

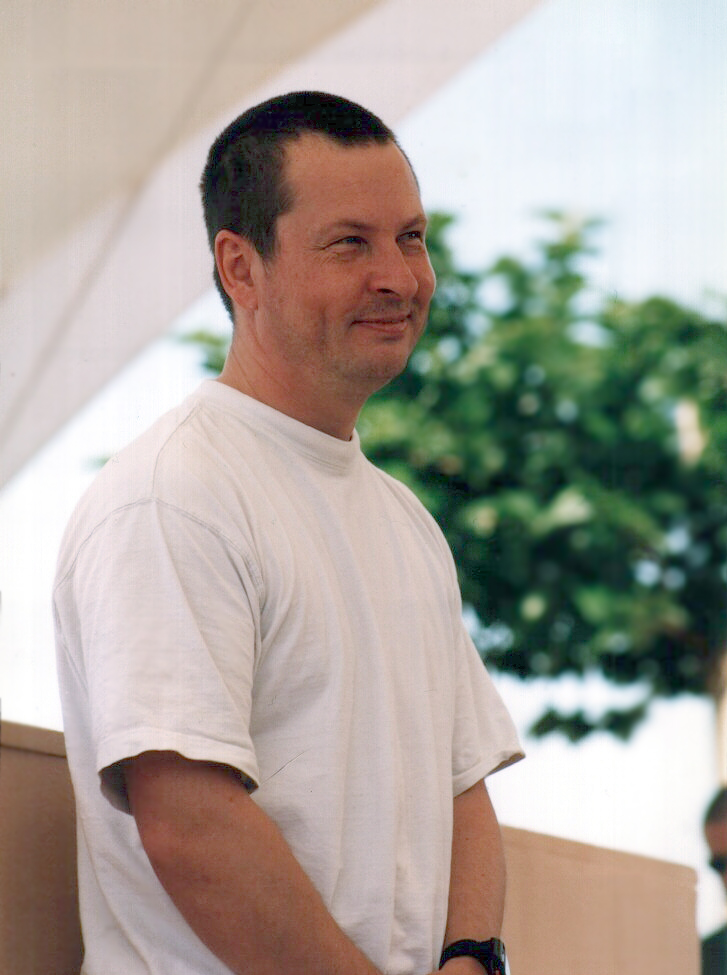
Lars von Trier en 2000 au Festival de Cannes.

Lars von Trier cherche par ailleurs fréquemment à réinterpréter, voire à réinventer des genres très codifiés tels que la comédie musicale (Dancer in the Dark), le film noir (L'Élément du crime) ou le film d'épouvante (L'Hôpital et ses fantômes) en leur imprimant un style très personnel qui donne une grande place à la caméra portée.
En 1984, son premier long métrage L'Élément du crime remporte le grand prix de la Commission supérieure technique à Cannes. En 1991, il reçoit à nouveau le grand prix technique lors du 44e Festival de Cannes pour Europa, tableau fantasmagorique de l'Allemagne d'après la Seconde Guerre mondiale, alternant la couleur et le noir et blanc. Il se voit également décerner le prix du Jury, ex æquo avec Hors la vie de Maroun Bagdadi.
En 1996, il remporte le grand prix à Cannes et le César du meilleur film étranger pour son film Breaking the Waves, œuvre d'un mysticisme douloureux et présentant une vision très réaliste du sacrifice amoureux et aussi des dangers de la pression sociale exercée par le presbytérianisme de John Knox, prédominant dans l'ouest de l'Écosse.
En 2000, Dancer in the Dark qui superpose les codes du mélodrame et de la comédie musicale, marque une prise de distance avec les règles dogmatiques. Le film gagne la Palme d'or à Cannes et Björk, l'actrice principale, reçoit le prix d'interprétation féminine.

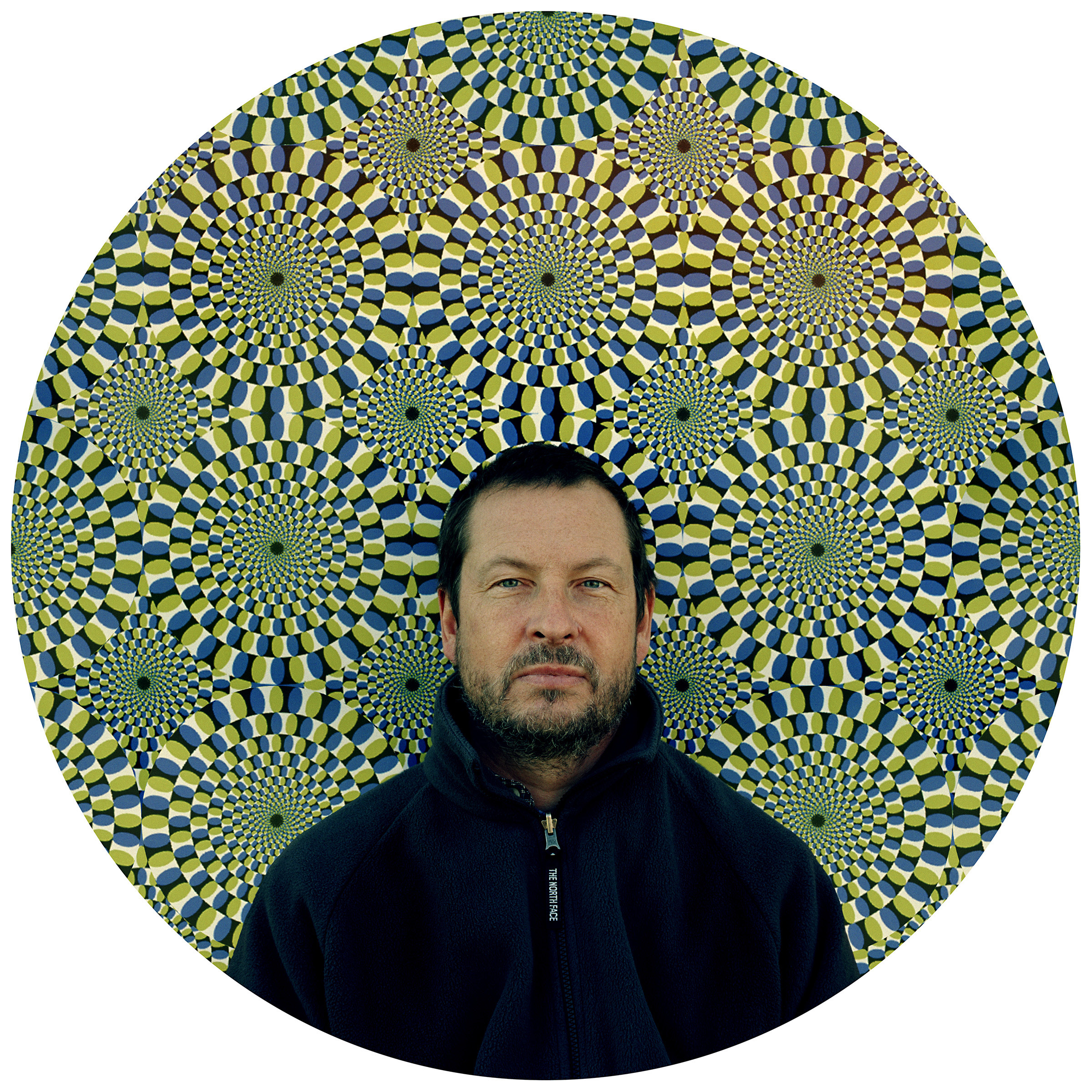
Lars von Trier photographié par Oliver Mark, Copenhague 2003

Le cinéaste se lance ensuite dans la réalisation du premier volet d'une trilogie intitulée USA - Land of Opportunity, conçue comme une allégorie de l'écrasement du faible par le fort et comme une virulente critique de la société américaine. Le tournage se déroule en Europe avec une distribution essentiellement anglo-saxonne. Dans cet opus, le réalisateur réinterprète avec ironie de nombreux symboles bibliques et parodie la structure de récits naturalistes. Il utilise notamment des artifices de littérature par la position d'un narrateur extérieur à l'action et par un découpage en chapitres. Il fait également appel à des procédés venus du théâtre expérimental et des théories de Bertolt Brecht (théâtre épique, distanciation...), réduisant au strict minimum les objets de représentation (scène nue et fond noir) et étiquetant des éléments de décor à la craie sur le sol. Dogville, au casting remarqué (Nicole Kidman, Lauren Bacall, James Caan...) est présenté au Festival de Cannes 2003. Manderlay suit la même trace en 2005. Mais l'exploitation de ce dernier film est un échec commercial. Le troisième volet, Wasington reste à l'état de projet.
Il change complètement de registre avec une comédie en danois Le Direktør (2007) qui se présente comme une satire du monde de l'entreprise.
À cette période, Lars von Trier est victime d'une profonde dépression qui lui fait envisager de ne plus réaliser de film. Cette période influence la noirceur de son film suivant : Antichrist, mélange de drame psychologique et de film d'horreur à l'imagerie gothique. Les visions hallucinatoires qu'il y expose s'inspirent de tableaux de Jérôme Bosch et de séquences du classique scandinave La Sorcellerie à travers les âges (Häxan) de Benjamin Christensen. Ce film, très controversé, est tourné en anglais avec Willem Dafoe et Charlotte Gainsbourg, récompensée par le prix d'interprétation féminine au Festival de Cannes 2009. Il débute et s'achève sur une aria du Rinaldo de Georg Friedrich Haendel.
En 2010, il tourne en Suède un film d'anticipation qui prend pour thème la catastrophe, la fin du monde et la dépression : Melancholia, interprété par Kirsten Dunst — qui obtient le prix d'interprétation féminine au Festival de Cannes 2011 — Charlotte Gainsbourg, Kiefer Sutherland, Charlotte Rampling, Alexander Skarsgård, Stellan Skarsgård et Udo Kier. L'œuvre s'ouvre et se clôt sur l'ouverture de Tristan und Isolde de Richard Wagner.
Lars von Trier réalise, fin 2012, Nymphomaniac, fresque poétique et tragique consacrée à la vie d'une nymphomane, de sa naissance à son cinquantième anniversaire, inspirée de récits du Marquis de Sade et interprétée entre autres par Charlotte Gainsbourg, Stacy Martin et Shia LaBeouf.
En 2018, il présente à Cannes hors compétition, après sept ans d'absence, le film The House That Jack Built, qui reprend des thématiques de Dogville et Manderlay et présente des points communs avec ces derniers : l'histoire, découpée en chapitres, se déroule aux États-Unis dans l'État du Washington (mais le film a été tourné en Suède), et une chanson de David Bowie, Fame, vient rythmer le récit, là où Young American, autre chanson de Bowie du même album, clôturait le générique de Dogville. Le film explore la vie de Jack, un tueur en série des années 70-80 qui considère ses meurtres comme des œuvres d'art, et prend de plus en plus de risques avec la police lancée à ses trousses.
Il est le créateur de la société Zentropa (en 1992) et de sa branche X, Puzzy Power (active entre 1997 et 2000), produisant des films pornographiques destinés aux femmes et homosexuels voulant rompre avec certains clichés de la production actuelle dans ce genre.
Dans les années 1980 et 1990, Lars von Trier a également entrepris un projet atypique intitulé Dimension : filmer régulièrement des acteurs pendant plus de vingt ans à raison de deux à trois minutes chaque année. Ce film à la trame policière dont l'histoire est écrite au fur et à mesure aurait dû être achevé en 2024, mais il a renoncé à ce projet au bout de 6 ans et les 20 minutes tournées ont été incluses à un DVD sorti en 2010.

### Vie privée
Il fut marié à la réalisatrice et actrice Cæcilia Holbek de 1987 à 1995, avec qui il a deux filles, Selma et Agnes (réalisatrices aussi comme leurs parents), puis à Bente Frøge depuis 1997, avec qui il a également deux enfants.
Il est connu pour ne pas utiliser les moyens de transport aériens, à cause d'une phobie. Il a toutefois pris l'avion une seule fois dans sa vie pour se rendre en Tanzanie.
Lars von Trier est atteint d'anxiété et d'attaques de panique depuis son enfance, il a également de nombreuses phobies, des TOC et a connu plusieurs épisodes dépressifs dans sa vie. Il utilise des drogues, notamment l'alcool pour pouvoir supporter son anxiété et travailler sur les tournages.
Le 8 août 2022, sa société de production annonce que le cinéaste est atteint par la maladie de Parkinson.

## Filmographie

### Réalisateur

#### Longs métrages
- 1984 : L'Élément du crime (Forbrydelsens element)
- 1987 : Epidemic
- 1991 : Europa
- 1996 : Breaking the Waves
- 1998 : Les Idiots (Idioterne)
- 2000 : Dancer in the Dark
- 2003 : Dogville
- 2003 : Five Obstructions (De Fem benspænd), film à sketches coréalisé avec Jørgen Leth
- 2005 : Manderlay
- 2006 : Le Direktør (Direktøren for det hele)
- 2009 : Antichrist
- 2011 : Melancholia
- 2013 : Nymphomaniac
- 2018 : The House That Jack Built

#### Courts métrages
- 1967 : Turen til Squashland
- 1968 : Nat, skat
- 1969 : En røvsyg oplevelse
- 1969 : Et skakspil
- 1970 : Hvorfor flygte fra det du ved du ikke kan flygte fra? Fordi du er en kujon
- 1971 : En blomst
- 1977 : Le Jardinier d'orchidées (Orchidégartneren)
- 1979 : Menthe - la bienheureuse
- 1980 : Nocturne
- 1981 : Le Dernier Détail
- 1982 : Images d'une libération (Befrielsesbilleder)
- 2007 : Chacun son cinéma - segment Occupations
- 2010 : Dimension 1991-2024 (long métrage inachevé)

#### Téléfilms
- 1988 : Medea
- 2000 : D-Dag (segment Lise)

#### Séries télévisées
- 1994 : L'Hôpital et ses fantômes I (Riget I)
- 1997 : L'Hôpital et ses fantômes II (Riget II)
- 2022 : L'Hôpital et ses fantômes III (Riget III)

#### Clips
- 1988 : Kim Larsen - Leningrad
- 1989 : Laid Back - Bakerman
- 1990 : Laid Back - Highway to Love
- 1990 : Laid Back - Bet in on You
- 1992 : Manu Katché - Change

#### Publicités
- 1988 : Grandes personnes, 26 spots publicitaires pour les supermarchés Irma
- 1988 : 2 publicités pour Ekstra Bladet
- 1988 : 2 publicités pour Politiken
- 1988 : publicité pour la Croix-Rouge
- 1988 : publicité pour Calberson
- 1993 : La Rue de la Vie, publicité pour CNP Assurances

### Scénariste

#### Longs métrages
- 1984 : L'Élément du crime (Forbrydelsens element)
- 1987 : Epidemic
- 1991 : Europa
- 1996 : Breaking the Waves
- 1998 : Les Idiots (Idioterne)
- 2000 : Dancer in the Dark
- 2003 : Dogville
- 2003 : Five Obstructions (De Fem benspænd)
- 2005 : Dear Wendy de Thomas Vinterberg
- 2005 : Manderlay
- 2006 : Le Direktør (Direktøren for det hele)
- 2007 : Erik Nietzsche, mes années de jeunesse, de Jacob Thuesen (De unge år: Erik Nietzsche sagaen del 1) - Scénario et voix off.
- 2007 : Chacun son cinéma (segment Occupations)
- 2009 : Antichrist
- 2011 : Melancholia
- 2013 : Nymphomaniac
- 2018 : The House that Jack Built

#### Courts métrages
- 1977 : Le Jardinier d'orchidées (Orchidégartneren)
- 1979 : Menthe - La bienheureuse
- 1980 : Nocturne
- 1981 : Le Dernier Détail
- 1982 : Images d'une libération (Befrielsesbilleder)
- 2010 : Dimension 1991-2024 (long métrage inachevé)

#### Séries télévisées
- 1994 : L'Hôpital et ses fantômes I (Riget I)
- 1997 : L'Hôpital et ses fantômes II (Riget II)
- 2022 : L'Hôpital et ses fantômes : Exodus (Riget: Exodus)

## Provocations et polémiques

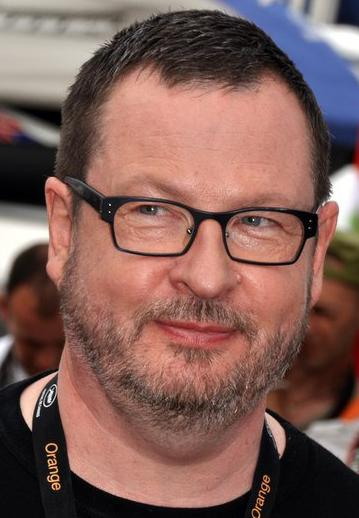
Lars Von Trier au Festival de Cannes de 2011

Depuis le début de sa carrière, Lars von Trier adopte régulièrement une attitude polémique ou provocatrice, soit dans ses films soit dans ses interviews, cultivant en particulier l'esprit d’autodérision. Dès son premier long métrage, L'Élément du crime (1984), il déclare : « J’espère de tout cœur que le film sera vu comme immoral. [...] Je ne tiens pas à contenter les gens, je veux qu’ils prennent position ». Il veut que ses films soient « comme un caillou dans une chaussure ».
En 2009, son film Antichrist est vu par beaucoup comme un film misogyne, ce qui lui vaut pour cette raison un « anti-prix » du Jury œcuménique au Festival de Cannes, alors que nombreux sont ceux qui au contraire mettent en avant les beaux rôles qu’il donne à ses actrices, souvent récompensées, notamment à Cannes. La controverse cannoise porte également sur l'extrême violence de certaines scènes où se côtoient sexe et mutilation génitale. À la conférence de presse, Lars von Trier refuse de se justifier sur sa vision. Devant l'insistance des journalistes et après un moment de silence, il déclare sur le ton rarement totalement sérieux qui est le sien : « Je suis le meilleur réalisateur au monde »,. Lors de sa sortie en France, deux associations qui considéraient le film comme une atteinte à la dignité humaine parviennent à retirer provisoirement le film de la distribution ; néanmoins, cette annulation provisoire de la distribution est rendue possible non pas à cause des motivations des associations en question mais à cause d'un vice de procédure dans l'attribution du visa d'exploitation, lequel est alors vite corrigé.
Lors du Festival de Cannes 2011, le 18 mai, Lars von Trier multiplie les remarques déjantées et provocatrices à l'occasion de la projection de son film Melancholia. Lors du « photocall », il commence par tendre son poing droit où il s'est fait tatouer le mot « FUCK ». Ensuite, lors de la conférence de presse, il affirme, sous le regard médusé de ses actrices, son intention de faire un film pornographique de 3 ou 4 heures avec Kirsten Dunst et Charlotte Gainsbourg sur requête de celles-ci. Une journaliste du Times revient alors sur l’utilisation du prélude de Tristan und Isolde de Wagner dans son film et sur les propos que le réalisateur avait tenus dans une interview récente pour un magazine danois, dans laquelle il prétendait s’être découvert un « goût pour l'esthétique nazie » et notamment pour Albert Speer,. En réponse, il commence par revenir sur ses propres origines qu'il avait longtemps crues juives, ce dont il avait été fier, avant de découvrir que celui qu'il croyait être son père ne l'était pas et que son père biologique, Fritz Michael Hartmann, avait quant à lui de lointaines origines allemandes. Lars von Trier ajoute alors, en se jouant de l'amalgame absurde « allemand=nazi » : « J'ai alors découvert que j’étais un nazi, car ma famille est allemande ». En parlant de ses soi-disant « origines allemandes », il poursuit : « Aussi ça m'a fait plaisir. Que puis-je dire, je comprends Hitler, mais je pense qu'il a fait beaucoup de mal. Je crois que je comprends l'homme, l'homme n'est pas intrinsèquement bon, mais je le comprends dans un sens. ». Et il se réfère alors à Hitler dans son bunker dont le monde s’effondre et affirme: « J’ai un peu d’empathie pour lui. » , « Mais je ne suis pas pour la Seconde Guerre mondiale, je ne suis pas contre les juifs, surtout pas ». Il complète ses propos avec un commentaire sur la situation d'alors : « Je suis très en faveur des juifs, non pas trop car Israël pose des problèmes ». Prenant apparemment conscience de l'ambiguïté et du goût douteux de ses propos, il conclut sur le ton de la plaisanterie : « OK je suis un nazi ! » dans un rire démentant manifestement son propos. Il revient également sur la question de départ de la journaliste en expliquant à propos d'Albert Speer: « Même s'il ne fut peut-être pas l'une des meilleures créatures de Dieu, il avait ce talent qu'il a pu exercer [grâce au régime nazi] ».
Peu de temps après la conférence, sur demande de la direction du festival, il publie un communiqué d'excuses: « Si j'ai pu blesser quelqu'un par les propos que j'ai tenus ce matin, je tiens sincèrement à m'en excuser. Je ne suis ni antisémite, ni raciste, ni nazi ». La direction du festival fait savoir dans un autre communiqué que le cinéaste s'est « laissé entraîner à une provocation » et « tient à réaffirmer qu'elle n'admettra jamais que la manifestation puisse être le théâtre, sur de tels sujets, de semblables déclarations ». La presse s'empare rapidement des propos polémiques du réalisateur danois et en diffuse des extraits sans toujours les contextualiser ni retranscrire le ton du réalisateur. Le lendemain, malgré les excuses de Lars von Trier, la direction du festival, à l'issue d'un conseil d'administration extraordinaire, le déclare « persona non grata », tout en laissant son film Melancholia en compétition. Tout en répétant ses excuses, Lars von Trier a accepté la décision en se disant « fier d'avoir été déclaré persona non grata », soulignant que « c'est peut-être la première fois dans l'histoire du cinéma que cela se produit », ce que Gilles Jacob a par ailleurs confirmé. La productrice de Melancholia, Meta Foldager, a alors déclaré : « Il essayait de faire de l'humour mais c'est tombé à côté ». Par la suite, Lars von Trier s'est plus longuement expliqué en affirmant avoir seulement souhaité faire preuve d'un humour volontairement choquant, regrettant que celui-ci ait été mal interprété, avouant que « c'était vraiment bête » et réitérant alors ses excuses et son respect envers la direction du festival et envers leur décision. Il a aussi souligné qu'il considérait la Shoah comme « le pire des crimes jamais perpétrés », estimant toutefois que son éviction du festival s'expliquait par le fait « que les Français ont eux-mêmes maltraité les Juifs pendant la Seconde Guerre mondiale [et que] c'est un sujet sensible pour eux ». Enfin, il a précisé que son goût pour l'esthétique nazie (le film Melancholia est agrémenté de longs extraits de musique wagnérienne) n'était lié à aucune conviction politique.
Il retire cependant ses excuses ultérieurement.

## Accusation de harcèlement sexuel
Le 15 octobre 2017, à la suite de l'accumulation de témoignages de nombreuses actrices annonçant avoir été victimes d'agression sexuelle de la part du producteur américain Harvey Weinstein, Björk publie un texte sur Facebook dans lequel elle se dit avoir aussi été victime de tels comportements dans son « expérience avec un réalisateur danois » ; elle souligne qu'elle a « découvert qu'un cinéaste peut toucher et harceler ses actrices à volonté et que le cadre institutionnel le permet [...] et l'encourage ». Björk ajoute que, selon elle, le film Dogville, réalisé après Dancer in the Dark, est inspiré de ces faits. Ces affirmations ont été fermement contestées par le réalisateur.

## Distinctions
Trois actrices de ses films ont remporté le Prix d'interprétation féminine au festival de Cannes : Björk pour Dancer in the Dark, Charlotte Gainsbourg pour Antichrist et Kirsten Dunst pour Melancholia.

### Récompenses
- Festival de Cannes 1984 : Grand prix de la Commission supérieure technique pour L'Élément du crime
- Festival de Cannes 1991 : Prix du jury et grand prix de la Commission supérieure technique pour Europa
- Festival de Cannes 1996 : Grand prix du jury pour Breaking the Waves
- Prix du cinéma européen 1996 : Meilleur film européen pour Breaking the Waves
- Césars 1997 : Meilleur film étranger pour Breaking the Waves
- Festival de Cannes 2000 : Palme d'or pour Dancer in the Dark
- Prix du cinéma européen 2000 : Meilleur film européen pour Dancer in the Dark
- Independent Spirit Awards 2001 : Meilleur film étranger pour Dancer in the Dark
- Prix du cinéma européen 2003 : Meilleur réalisateur européen pour Dogville
- Prix du cinéma européen 2008 : Prix d'honneur Achievement in World Cinema Award pour accomplissement dans le cinéma mondial (« Outstanding European Achievement in World Cinema ») aux côtés des autres pionniers du Dogme95 (Thomas Vinterberg, Søren Kragh-Jacobsen et Kristian Levring)
- Prix du cinéma européen 2011 : Meilleur film européen pour Melancholia
- 2018 : Il reçoit le prix Sonning de l'université de Copenhague au Danemark.

### Nominations
- Independent Spirit Awards 1997 : Meilleur film étranger pour Breaking the Waves
- Oscars 2001 : Meilleure chanson (en tant que parolier) pour I've Seen It All dans Dancer in the Dark
- César 2001 : Meilleur film étranger pour Dancer in the Dark
- César 2012 : Meilleur film étranger pour Melancholia

### Sélections
- Festival de Cannes 1984 : Sélection officielle, en compétition, pour L'Élément du crime
- Festival de Cannes 1991 : Sélection officielle, en compétition, pour Europa
- Festival de Cannes 1996 : Sélection officielle, en compétition, pour Breaking the Waves
- Festival de Cannes 1998 : Sélection officielle, en compétition, pour Les Idiots
- Festival de Cannes 2000 : Sélection officielle, en compétition, pour Dancer in the Dark
- Festival de Cannes 2003 : Sélection officielle, en compétition, pour Dogville
- Festival de Cannes 2005 : Sélection officielle, en compétition, pour Manderlay
- Festival de Cannes 2009 : Sélection officielle, en compétition, pour Antichrist
- Festival de Cannes 2011 : Sélection officielle, en compétition, pour Melancholia
- Festival de Cannes 2018 : Sélection officielle, hors compétition, pour The House That Jack Built

## Adaptations de son œuvre
Breaking the Waves a été adapté en pièce de théâtre en 2004 par Vivian Nielsen, puis traduite en plusieurs langues dont en français par la metteuse en scène luxembourgeoise Myriam Muller en 2019. Le film a ensuite donné lieu en 2016 à un opéra en trois actes, composé par Missy Mazzoli, avec un livret de Royce Vavrek.
Le metteur en scène espagnol Oscar Gómez Mata, travaillant en Suisse, a adapté deux œuvres de Lars von Trier au théâtre : Le Direktør en 2017 puis L'Hôpital et ses fantômes, sous le titre Le Royaume, en 2019.
La metteuse en scène brésilienne Christiane Jatahy a adapté Dogville au théâtre, dans une création intitulée Entre chien et loup montrée lors du Festival d'Avignon en 2021.